# Росолівецький заказник
Росоліве́цький заказник — гідрологічний заказник місцевого значення в Україні. Об'єкт природно-заповідного фонду Хмельницької області.
Розташований у межах Старокостянтинівської міської громади Хмельницького району Хмельницької області, на захід від села Росолівці.
Площа 114,5 га. Статус присвоєно згідно з рішенням 22 сесії обласної ради від 21.03.2002 року № 11. Перебуває у віданні: Антонінський рибцех Хмельницького облрибокомбінату.